# Canti (film)
Pour les articles homonymes, voir Canti (homonymie).
Pour plus de détails, voir Fiche technique et Distribution.
Canti est un film français réalisé par Manuel Pradal et sorti en 1991.

## Synopsis
En été, Cecco, un adolescent renfermé, se rend chez sa mère dans une ville côtière. Sa rencontre avec une bande de voyous en maraude sur les plages va être dramatique…

## Fiche technique
- Titre : Canti
- Réalisation : Manuel Pradal
- Scénario : Manuel Pradal
- Dialogues : Manuel Pradal
- Assistant-réalisation : Lionel Closson
- Musique : Antonio Vivaldi, Frank Zappa
- Photographie : Matthieu Poirot-Delpech, Jean-Marc Fabre, Leo McDougall
- Son : Olivier Mauvezin
- Montage : Stéphanie Mahet, Gilles Volta, Valentine Duley
- Pays d’origine :  France
- Langue de tournage : français
- Société de production : Les Films du Saint (France)
- Format : noir et blanc – monophonique – 35 mm
- Genre : drame
- Durée : 75 min
- Date de sortie : 
  - France: 1991

## Distribution
- Simon Reggiani
- Sébastien Nuzzo
- Agnès Jaoui
- Rosario Audras
- Marilú Marini
- Gilles Martinièrie

## Autour du film
- 1er long métrage de Manuel Pradal (son film de fin d’études de la FEMIS)[1].